# Hawker Hunter
El Hawker Hunter es un avión de combate británico transónico con propulsión a chorro desarrollado por Hawker Siddeley Aircraft para la Real Fuerza Aérea del Reino Unido (RAF) a fines de la década de 1940 y principios de la de 1950. Fue diseñado para aprovechar el motor turborreactor Rolls-Royce Avon recientemente desarrollado y el ala en flecha,fue el primer avión a reacción producido por Hawker adquirido por la RAF. El 7 de septiembre de 1953, el primer prototipo modificado rompió el récord mundial de velocidad en el aire para aeronaves, alcanzando una velocidad de 727,63 mph (1.171,01 km/h o 632,29 nudos).

## Desarrollo
Los orígenes del Hunter se localizan en el Hawker Sea Hawk, un caza naval de alas rectas. En la búsqueda de un mejor rendimiento y para cumplir la especificación E.38/46 del Ministerio del Aire, el diseñador jefe de Hawker Aircraft, Sidney Camm, creó el Hawker P.1052, que era esencialmente un Sea Hawk con alas en flecha a 35 grados. En su primer vuelo realizado en 1948 el P.1052 demostró un buen rendimiento, pero no justificaba un posterior desarrollo para ser un avión de producción. Como empresa privada, Hawker convirtió el segundo prototipo del P.1052 en el Hawker P.1081, con las alas de cola en flecha y un fuselaje revisado, con una tobera en la parte posterior. El primer vuelo del P.1081 se realizó el 19 de junio de 1950, consiguiendo la atención de la Real Fuerza Aérea de Australia, pero el desarrollo no continuó y el único prototipo se estrelló en 1951.
En 1946 el Ministerio del Aire realizó la especificación F.43/46 para un interceptor de reacción diurno. Hawker Siddeley Aircraft utilizó el diseño básico del P.1052 y adoptó el  turborreactor Rolls-Royce Avon. La mayor ventaja del Avon sobre el Rolls-Royce Nene, utilizado en el Sea Hawk, era su compresor axial, que lo reducía de diámetro y mejoraba el empuje. En marzo de 1948, el Ministerio del Aire lanzó la especificación F.3/48 para cubrir el desarrollo del proyecto. El diseño comenzó con una toma de aire en el morro y una cola en forma de T, pero rápidamente se transformó en un diseño más familiar. Las entradas de aire se trasladaron a la zona de alas, para dejar más espacio para armas y un radar en el morro. Se cambió la forma de la cola debido a problemas de estabilidad.
El P.1067 realizó su primer vuelo desde MoD Boscombe Down el 20 de julio de 1951, impulsado por un motor Avon 103 de 28,91 kN de un bombardero English Electric Canberra. El segundo prototipo equipado con la aviónica de producción, armamento y un turborreactor Avon 107 de 33 kN de empuje, voló por primera vez el 5 de mayo de 1952. Como reserva, Hawker pidió adaptar al nuevo avión otro turborreactor axial británico. El tercer prototipo con un Armstrong Siddeley Sapphire 101 de 35 kN voló por primera vez el 30 de noviembre de 1952.
El Ministerio de Suministro pidió que el Hunter entrase en producción en marzo de 1950, un año antes de su primer vuelo. El primer modelo de producción, el Hunter F.1 con un turborreactor Avon 113 de 33,8 kN, realizó su primer vuelo el 16 de marzo de 1953. un Hunter F Mk3 pilotado por Neville Duke rompió la marca de velocidad el 7 de septiembre de 1953, al alcanzar los 1.163,2 km/h sobre Littlehampton. Sin embargo, el récord duraría menos de tres semanas al ser superado por un Supermarine Swift de la RAF el 25 de septiembre.

## Diseño
El Hunter era un monoplano metálico convencional donde el piloto se sentaba en un asiento eyectable Martin-Baker 2H o 3H. La versión biplaza de entrenamiento utilizaba asientos 4H. El fuselaje era de fabricación monocasco, con la sección trasera desmontable para realizar tareas de mantenimiento. El motor se alimentaba a través de entradas de aire triangulares en la zona de alas y tenía una salida única en la parte posterior del fuselaje.
Las alas tenían un ángulo de 35 grados con respecto a la perpendicular del fuselaje y ligeramente ameradles. Las alas de cola y el timón también eran en flecha. Los controles eran convencionales. Había un aerofreno en la parte ventral del fuselaje y utilizaba un tren de aterrizaje de triciclo. La variante monoplaza de ataque estaba equipada con cuatro cañones ADEN de 30 mm, mientras que la versión biplaza llevaba bien un único cañón o dos en el caso de algunos modelos de exportación. El avión estaba equipado con un radar de alcance Ekco situado en el morro.

## Historia operacional

### Reino Unido

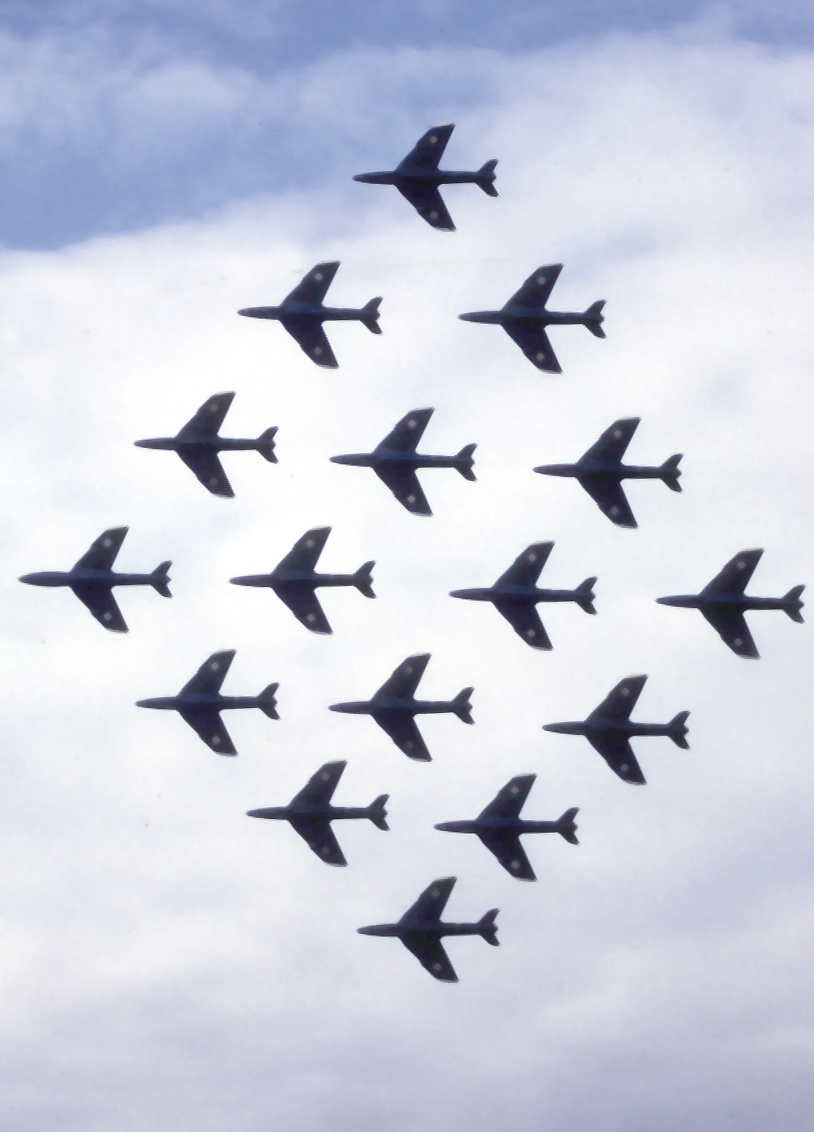
Hunter del grupo Black Arrows en formación de diamante

El Hunter F.1 entró en servicio con la Royal Air Force en julio de 1954. Se reconoció con rapidez que el nuevo avión tenía una capacidad de combustible insuficiente. Además, las tomas de aire mal diseñadas producían interrupciones en el flujo de aire con el resultado de paradas en el compresor. Cuando el avión utilizaba sus cañones existía la posibilidad de cortes de suministro en el motor. Las soluciones posibles de cortar combustible cuando se disparaba y restringir el uso de las armas a velocidades y altitudes bajas eran insuficientes.
El corto alcance del avión era un problema principal, teniendo una autonomía de una hora. El 8 de febrero de 1956, en un vuelo, ocho Hunter fueron redirigidos a otro aeródromo debido al mal tiempo atmosférico. Seis aviones se quedaron sin combustible y se estrellaron, causando la muerte de un piloto. Uno de los aviones que aterrizó se quedó sin combustible al realizar el rodaje. Como aspecto positivo, el avión era maniobrable e incluso su primera versión podía superar la velocidad del sonido en un descenso de 30-40°.
El Hunter F.3 fue el primer prototipo en estar equipado con un postquemador Avon RA.7R de 42,70 kN de empuje. El 7 de septiembre de 1953 alcanzó un nuevo récord de velocidad en 1.163,2 km/h en un circuito de 3 km.
Para solucionar el problema de autonomía, una producción de Hunter F.1 fue equipada con un nuevo tipo de ala, incrementando su capacidad de combustible de 1.533 litros a los 1.833. Además, un tanque externo de 454 litros se podía colocar bajo cada ala. El resultado, denominado Hunter F.4, voló por primera vez el 20 de octubre de 1954, entrando en servicio en marzo de 1955. Una variante del F.4 equipada con motor Sapphire fue designada como Hunter F.5. Aunque el Sapphire no tenía los problemas de cortes del Avon y mejor economía de combustible, la RAF se decantó por el Avon para continuar los suministros y mantenimiento ya que era el mismo motor que se utilizaba en el bombardero Canberra.
Rolls-Royce equipó al Avión con un nuevo sistema automático de combustible y rediseñó el compresor para arreglar los problemas con el motor. El resultado fue el Avon 203 que producía un empuje de 44.48 kN y fue montado en el Hawker P.1099, posteriormente renombrado como Hunter F.6. El F.6 se retiró de su tarea de combate en la RAF en 1963, siendo reemplazado por el English Electric Lightning. Las versiones de cazabombardero sirvieron hasta 1970. Algunos aviones se mantuvieron para tareas secundarias y de entrenamiento hasta comienzos de los años 1990.

### India

#### Guerra Indo-Pakistaní de 1965
Durante la Guerra Indo-Pakistaní de 1965, los Hunter atacaron unidades blindadas pakistaníes, destruyendo carros de combate Patton. El avión demostró su valor como cazabombardero destruyendo varios tanques en la Batalla de Asal Uttar. También derribó seis F-86 Sabre y otros aviones con una pérdida de ocho Hunter.

#### Guerra Indo-Pakistaní de 1971
Cuatro Hunter de la Fuerza Aérea India destruyeron docenas de tanques T-59 y M4 Sherman pakistaníes durante la Batalla de Longewala. Los aviones destruyeron casi un centenar de vehículos del Ejército de Pakistán en la misma batalla. Los Hunter estuvieron en el bombardeo estratégico de instalaciones petrolíferas en Karachi el 4 de diciembre de 1971 y en Mangla Dam al día siguiente.
Una semana más tarde, cuatro Hunter de Jaisalmer atacaron la instalación de gas de Sui en el norte de Sind. En Pakistán del Este (actual Bangladés), los Hunter junto con bombarderos Canberra, MiG y An-12 atacaron la fábrica de armamento de Joydebpur. Los aviones también se enfrentaron a la aviación de la Fuerza Aérea de Pakistán sobre Dacca destruyendo siete F-86 Sabre.

### Chile

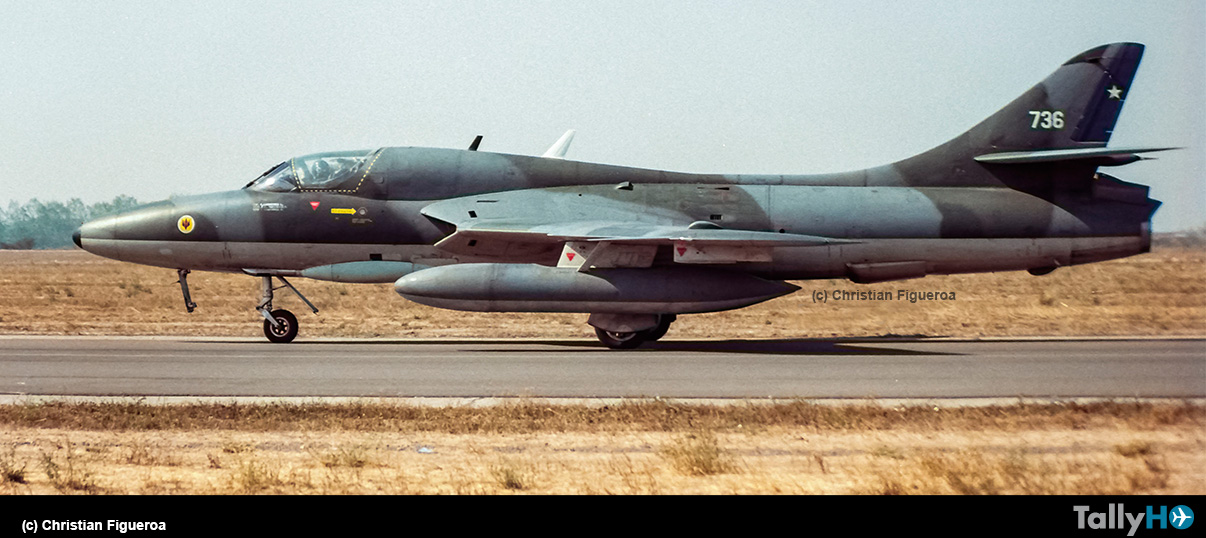
Hawker hunter de la fuerza aérea de Chile

Adquiridos en 1967 por el Gobierno de Eduardo Frei Montalva, representó la primera compra de un sistema de armas, dándole un nuevo nivel de poder defensivo a la Fuerza Aérea de Chile. Inicialmente se recibió un lote de 15 Hawker Hunter FGA.Mk 71 entre septiembre de 1967 y junio de 1968; éstos fueron seguidos por tres FR.MK 71A y tres T.MK 72, estos últimos de la versión de reconocimiento y entrenamiento, respectivamente. 
EL Grupo de Aviación N° 7 con sede en la base aérea de Los Cerrillos comenzó sus operaciones con el Hunter en mayo de 1968.

#### Primer encargo
EL primer encargo de Hunters se recibió entre el 21 de septiembre de 1967 y el 19 de junio de 1968. La compra incluía 15 Hawker Hunter FGA Mk71A, 3 Hawker Hunter FR Mk71A y 3 Hawker Hunter T Mk72, matriculados J-700 al J-714, llegando embarcados a Valparaíso en octubre de 1967.
El Hawker Hunter realizó el primer vuelo supersónico en Chile. El acontecimiento ocurrió cuando el Capitán Jaime Estay, recibió las órdenes del Comandante en Jefe de la Institución, Máximo Errázuriz Ward, de iniciar un vuelo en el único avión Hawker Hunter monoplaza armado en Chile. Esa mañana, el oficial despegó desde la Base Aérea Los Cerrillos alcanzando un nivel de vuelo de 40.000 pies sobre el área de Los Cerrillos hacia el sur, como un modo de evitar que el vuelo supersónico ocasionara destrozos o conmoción pública. El cumplimiento de esta orden no evitó que algunos ventanales sufrieran las consecuencias de este hecho histórico. El vuelo duró unos 40 minutos y alcanzó mach 1.1 inscribiendo este suceso en los anales de la Institución.
Órdenes posteriores de compra del modelo llevaron a la entrega de 13 Hunters más de los modelos FGA.MK71, tres FR.MK 71A y dos T.MK.72 entregados en varios lotes entre 1970 y 1974. Estos lotes permitieron que el Grupo de Aviación n.º 9 (Puerto Montt) —“Las Panteras Negras”— se equipara en mayo de 1970 con el Hunter, y se reforzó el Grupo de Aviación n.º 8, que previamente ya usaba el modelo.

#### Golpe militar de Chile de 1973
El 11 de septiembre de 1973 se utilizaron dos aviones Hawker Hunter para bombardear el Palacio de La Moneda, acto que contribuyó al derrocamiento del Presidente Salvador Allende, en el cargo desde 1970.

#### Operación Atlante
La tercera partida incluía del J-731 al J-733 y J-737 recibidos entre el 3 de septiembre de 1973 y el 26 de enero de 1974. La última partida comprendía desde el 743 al 754, constituyendo un total de 40 Hunter FGA.71 son destinados al Grupo de Aviación N°8, los cuales se unieron a otros que habían sido recientemente trasladados desde el Grupo N°7.
Pero esta nueva adquisición no sería tan fácil y rápida como la primera, ya que el gobierno británico estaba considerando embargar los nuevos Hunters tras el golpe militar en Chile y sus repuestos. Sin embargo, el alto mando institucional chileno decidió enviar a un grupo de oficiales a recoger rápidamente los aviones antes de que fueran embargados.
Se denomina así la operación realizada en 1974 mediante la cual se transportaron los aviones Hawker Hunter desde la fábrica, cerca de Londres, Reino Unido hasta Santiago de Chile. Tal operación se gestó debido al embargo de armas impuesto por el Reino Unido al gobierno militar chileno y a la carencia de recursos económicos para poder fletar un barco, por parte de la FaCh, que pudiera traer vía marítima a los aviones. La misión consistió en traer en 2 vuelos un total de 6 aviones, en el viaje fueron apoyados por un transporte C-130. La primera parte de la misión se inició el 3 de enero de 1974 en Los Cerrillos, bajo las órdenes del Comandante de Grupo Mario López Tobar, jefe del Grupo N.°7, finalizando el 26 del mismo mes. La distancia que se cubrió en vuelo fue de 13.577 km en once etapas, siendo la mayor de ellas la que separa la pequeña isla Ascensión, de Recife en Brasil (1985 km). La segunda parte de la operación se inició en febrero del mismo año, trayéndose en vuelo los últimos 3 Hunter que permanecían en el Reino Unido. Estuvo a cargo de esta operación, el 2.º comandante del Grupo N.°7, comandante de escuadrilla Fernando Rojas Vénder, llevando a cabo el mismo recorrido anteriormente realizado. Esta fue la primera vez que un avión monomotor a reacción, sin capacidad de reabastecimiento en vuelo, cruzó el Atlántico.
Fueron dados de baja en 1995, siendo reemplazados por los Mirage Elkan.

### Suiza

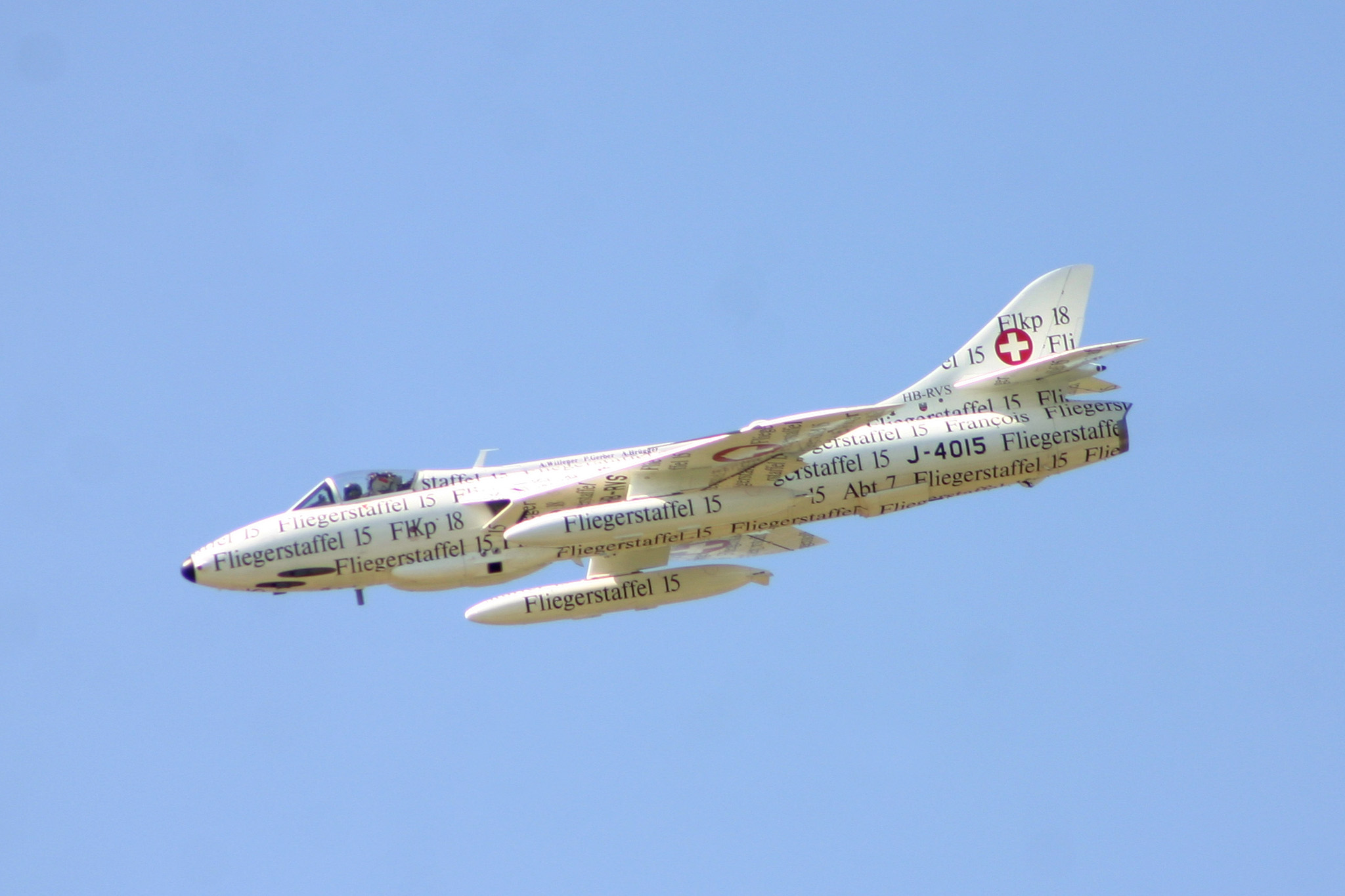
Hawker Hunter FMk.58 de la Fuerza Aérea Suiza.

En 1957, la Fuerza Aérea Suiza realizó una evaluación exhaustiva de varios aviones para una posible compra; los competidores incluyeron el F-86 Sabre norteamericano, el Folland Gnat y el Hawker Hunter; un par de cazas fueron prestados a los suizos para más ensayos y pruebas. En enero de 1958, el gobierno de Suiza decidió terminar su proyecto de  desarrollo de un avión de combate, el FFA P-16 , que debía reemplazar a su flota de cazas de Havilland Vampire. En cambio, realizaron un pedido inicial de 100 Hunter Hawkers de un solo asiento: 12 RAF F.6 reacondicionados y 88 F.58 nuevos.
Estos cazas fueron operados como interceptores, con un papel secundario de ataque terrestre; A partir de 1963, los pilones del ala exterior se modificaron para transportar dos misiles aire-aire AIM-9 Sidewinder. En el papel de ataque terrestre, la Fuerza Aérea Suiza mantuvo un arsenal de bombas convencionales, además de bombas de napalm. En el papel de interceptor, los Hunters se complementaron con un sistema de defensa de misiles tierra-aire (SAM) también adquirido del Reino Unido, basado en el Bloodhound de Bristol. En caso de que las pistas de aterrizaje quedaran inservibles, los jets suizos de la Fuerza Aérea despegarían de las carreteras adyacentes, usándolas como pistas improvisadas.
El equipo de demostración de vuelo de Patrouille Suisse empleó  el Hawker Hunter durante varias décadas. Los aviones del escuadrón fueron equipados con generadores de humo en los escapes del motor y, más tarde, fueron pintados con una distintiva librea roja y blanca. El grupo se formó oficialmente el 22 de agosto de 1964, y usó el Hunter como su avión de exhibición hasta que se retiró de su uso en 1994,  y el equipo pasó a usar aviones más nuevos.
Aunque la fuerza aérea suiza se planteó sustituir a los Hawker por Dassault Mirage III, el plan se canceló debido al elevado de coste y una gestión deficiente de los proyectos. Un segundo intento de reemplazar el Hunter resultó en una competencia entre el francés Dassault Milan y el LTV A-7 Corsair II estadounidense. Finalmente se eligió el A-7 como el ganador, comprando 30 Hunter restaurados (22 F.58A y ocho entrenadores T.68) en 1974, pero esto no supuso la retirada de los Hawker.
Para 1975, se establecieron planes para reemplazar al Hunter en el papel aire-aire con un avión de combate más moderno, el Northrop F-5E Tiger II. Este nuevo caza pasó a ser la principal plataforma de ataque terrestre del país, reemplazando al Venom, pero no supuso la retirada del Hunter. Si bien los Hunter suizos ya tenían más opciones de armamento que los aviones de la RAF, puesto que podían emplear cohetes Oerlikon de 80 mm en lugar de los antiguos cohetes de 3 pulgadas utilizados por la RAF, para transportar bombas desde los pilones internos y externos y lanzar los misiles aire-aire AIM-9 Sidewinder, se desarrolló la actualización Hunter 80, agregando dispensadores de chaff/bengalas, bombas de racimo BL755 y la capacidad de transportar misiles AGM-65 Maverick.
En la década de 1990, el descubrimiento de grietas en las alas llevó a la rápida retirada de todos los Hunter F.58A. El final de la Guerra Fría también permitió a Suiza retirar a sus Hunters antes de lo esperado; el Hunter fue completamente retirado del servicio suizo en 1994. La Fuerza Aérea Suiza perdió la capacidad de realizar operaciones aire-tierra cuando los Hunters fueron retirados del servicio.

### Suecia
A principios de la década de 1950, la Fuerza Aérea Sueca necesitaba un interceptor con un techo de vuelo mayor que el J 29 Tunnan para hacer frente a bombarderos que vuelan a gran altitud. El 29 de junio de 1954 se firmó un contrato para 120 Hawker Hunter Mk 50 (equivalente al Mk 4) y el primer avión se entregó el 26 de agosto de 1955. El modelo se designó J 34 y se asignó a las alas F 8 y F 18, asignadas a Estocolmo. El J 34 estaba armado con cuatro cañones de 30 mm (1.18 pulgadas) y dos AIM-9 Sidewinders. El equipo acrobático de la Fuerza Aérea Sueca, Acro Hunters usó cinco J 34 a fines de la década de 1950. Los J 34 fueron reemplazados gradualmente por Saab 35 Draken supersónico y reasignados a alas aéreas menos prominentes, F 9 en Gotemburgo y F 10 en Ängelholm, durante la década de 1960.
Un proyecto para mejorar el rendimiento del J 34 resultó en un Hunter equipado con un quemador posterior diseñado en Suecia en 1958. Si bien esto aumentó significativamente el empuje del motor, hubo pocas mejoras en el rendimiento general, por lo que el proyecto se archivó. El último de los J 34 fue retirado del servicio en 1969.

## Usuarios
El Hawker Hunter ha servido en las fuerzas aéreas de  Arabia Saudí, Bélgica, Chile, Dinamarca, Emiratos Árabes Unidos, Irak, Irán, India, Jordania, Kenia, Kuwait, Líbano, Omán, Países Bajos, Perú, Catar, Rodesia/Zimbabue, Singapur, Somalia, Suecia y Suiza. Bélgica y los Países Bajos han fabricado aviones bajo licencia.

## Operatividad

### Accidente aéreo de 2015
En el marco de una exhibición aérea, el Shoreham Air Show, tras una maniobra fallida de tirabuzón el avión impactó al suelo, en una zona donde estaban algunos espectadores del mismo. En el hecho fallecieron 7 personas y 15 resultaron heridas.

## Especificaciones (F.6)
Referencia datos: The great book of fighters

### Características generales
- Tripulación: 1
- Longitud: 14 m (45,9 ft)
- Envergadura: 10,3 m (33,7 ft)
- Altura: 4 m (13,2 ft)
- Superficie alar: 32,4 m² (349 ft²)
- Peso vacío: 6405 kg (14 116,6 lb)
- Peso cargado: 8050 kg (17 742,2 lb)
- Peso máximo al despegue: 11 158 kg (24 592,2 lb)
- Planta motriz: 1× Turborreactor Rolls-Royce Avon 207.
  - Empuje normal: 45,1 kN (4602 kgf; 10 146 lbf) de empuje.

### Rendimiento
- Velocidad máxima operativa (Vno): 1150 km/h (715 MPH; 621 kt)
- Alcance: 715 km (386 nmi; 444 mi)
- Alcance en ferry: 3060 m (10 039 ft) con depósitos externos.
- Techo de vuelo: 15 240 m (50 000 ft)
- Régimen de ascenso: 87,4 m/s (17 205 ft/min)
- Carga alar: 251,9 kg/m² (51,6 lb/ft²)
- Empuje/peso: 0.56

### Armamento
- Cañones: 4× cañones ADEN de 30 mm con 120 proyectiles cada uno
- Puntos de anclaje: 4 con una capacidad de 3.400 kg, para cargar una combinación de:   
  - Cohetes: 

    - Cohetes SNEB de 68 mm en depósitos Matra de 18 proyectiles.
    - Cohetes SURA.

  - Misiles: 

    - AIM-9 Sidewinder
    - AGM-65 Maverick

## Aeronaves similares
- Vought F7U Cutlass
- de Havilland Vampire